# ورزشگاه آلوها

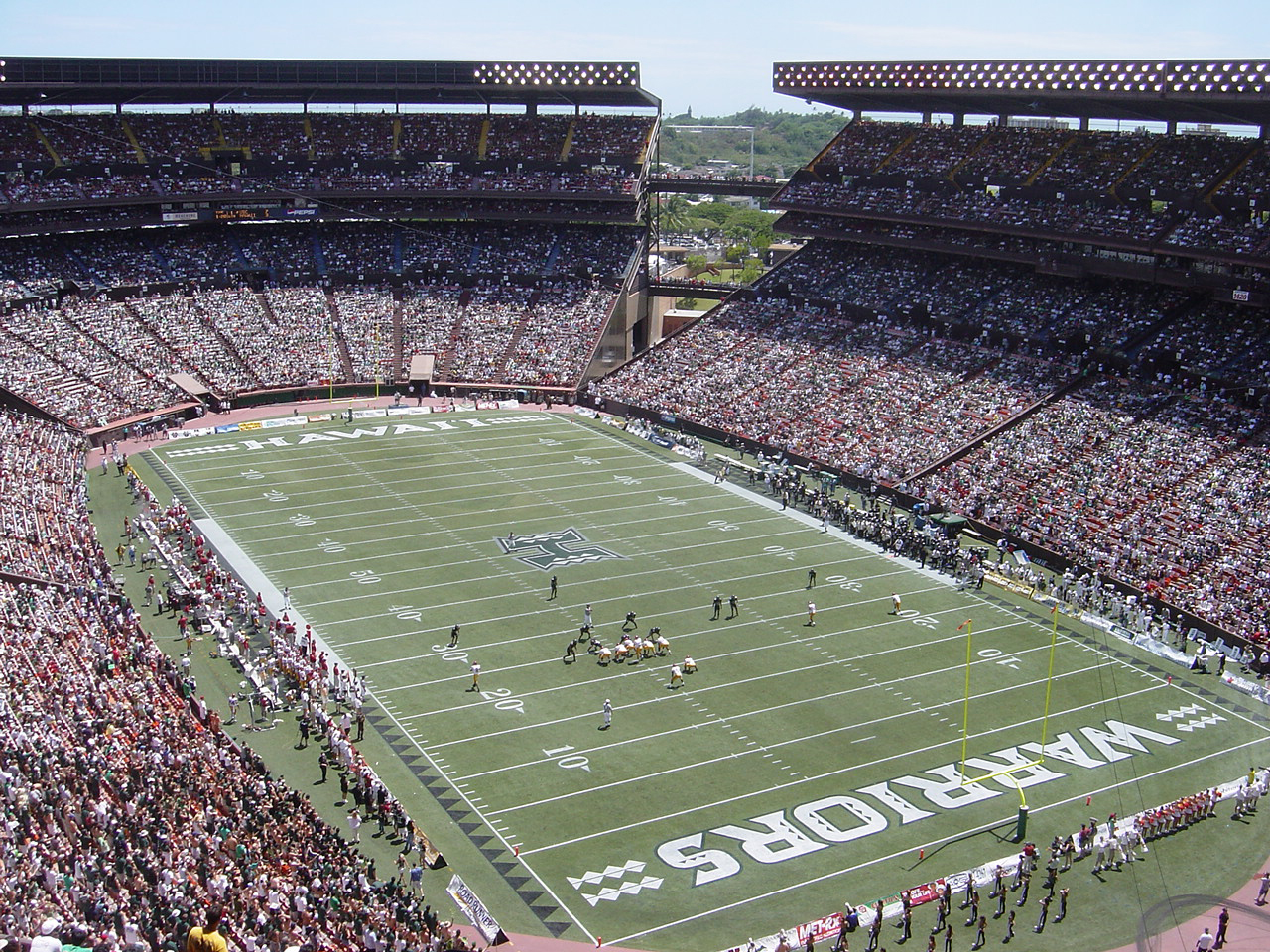

ورزشگاه آلوها (به انگلیسی: Aloha Stadium) با ظرفیت ۵۰٬۰۰۰ نفر در شهر هالاوا ایالت هاوایی واقع شده‌است. این ورزشگاه در تاریخ ۱۹۷۵ تأسیس شد و دارای زمین چمن مصنوعی می‌باشد.